# Stepnaya
Stepnaya (en ruso: Пригородное) es una stanitsa del raión de Primorsko-Ajtarsk del krai de Krasnodar en el sur de Rusia. Está situada a orillas del río Kirpili 39 km al sudeste de Primorsko-Ajtarsk y 91 km al noroeste de Krasnodar, la capital del krai. Tenía 2 439 habitantes en 2010.
Es cabeza del municipio Stepnoye.
A este municipio pertenecen las localidades de Batoga, Novye Limanokirpili, Krasni y Starye Limanokirpili.